# Gran Premio di superbike d'Europa 1995
Il Gran Premio di Superbike d'Europa 1995 è stata l'ottava prova su dodici del Campionato mondiale Superbike 1995, è stato disputato il 6 agosto sul Circuito di Brands Hatch e ha visto la vittoria di Carl Fogarty in gara 1, lo stesso pilota si è ripetuto anche in gara 2.
Dopo che l'anno precedente la prova d'Europa era stata ospitata dal circuito di Donington Park, in questa occasione è un altro circuito britannico ad ospitarla, quello di Brands Hatch.

## Risultati

### Gara 1

#### Arrivati al traguardo[3]
| Pos. | Nº | Pilota               | Motocicletta | Tempo     | Griglia | Punti |
| ---- | -- | -------------------- | ------------ | --------- | ------- | ----- |
| 1º   | 1  | Carl Fogarty         | Ducati       | 37:13.870 | 1º      | 25    |
| 2º   | 11 | Troy Corser          | Ducati       | +0:02.930 | 4º      | 20    |
| 3º   | 17 | Anthony Gobert       | Kawasaki     | +0:04.050 | 6º      | 16    |
| 4º   | 33 | John Reynolds        | Kawasaki     | +0:04.130 | 2º      | 13    |
| 5º   | 45 | Colin Edwards        | Yamaha       | +0:04.340 | 8º      | 11    |
| 6º   | 27 | Pierfrancesco Chili  | Ducati       | +0:05.640 | 13º     | 10    |
| 7º   | 9  | Fabrizio Pirovano    | Ducati       | +0:07.290 | 7º      | 9     |
| 8º   | 57 | Steve Hislop         | Ducati       | +0:07.700 | 5º      | 8     |
| 9º   | 3  | Aaron Slight         | Honda        | +0:07.710 | 12º     | 7     |
| 10º  | 5  | Simon Crafar         | Honda        | +0:11.450 | 10º     | 6     |
| 11º  | 12 | Mauro Lucchiari      | Ducati       | +0:36.490 | 14º     | 5     |
| 12º  | 13 | Paolo Casoli         | Yamaha       | +0:38.620 | 15º     | 4     |
| 13º  | 8  | Piergiorgio Bontempi | Kawasaki     | +0:41.150 | 11º     | 3     |
| 14º  | 43 | David Jefferies      | Kawasaki     | +0:46.380 | 20º     | 2     |
| 15º  | 28 | Gianmaria Liverani   | Ducati       | +0:46.640 | 16º     | 1     |
| 16º  | 10 | Terry Rymer          | Honda        | +0:57.450 | 21º     |       |
| 17º  | 65 | Phil Borley          | Honda        | +1:20.360 | 26º     |       |
| 18º  | 21 | Massimo Meregalli    | Yamaha       | +1:25.480 | 24º     |       |
| 19º  | 64 | Lee Pullan           | Kawasaki     | +1:29.140 | 25º     |       |
| 20º  | 63 | Alex Buckingham      | Yamaha       | +1 giro   | 29º     |       |
| 21º  | 52 | Anders Rasmussen     | Yamaha       | +1 giro   | 30º     |       |
| NC   | 16 | Brian Morrison       | Ducati       | +10 giri  | 23º     |       |

#### Ritirati
| Nº | Pilota           | Motocicletta | Giri     | Griglia |
| -- | ---------------- | ------------ | -------- | ------- |
| 19 | Adrien Morillas  | Ducati       | +1 giro  | 18º     |
| 4  | Andreas Meklau   | Ducati       | +4 giri  | 19º     |
| 53 | Michael Rutter   | Ducati       | +15 giri | 17º     |
| 67 | Shaun Muir       | Kawasaki     | +15 giri | 27º     |
| 25 | Yasutomo Nagai   | Yamaha       | +16 giri | 3º      |
| 81 | Stefano Pennese  | Bimota       | +16 giri | 28º     |
| 61 | Aldeo Presciutti | Ducati       | +17 giri | 31º     |
| 55 | Matt Llewellyn   | Ducati       | +23 giri | 9º      |

### Gara 2

#### Arrivati al traguardo[4]
| Pos. | Nº | Pilota               | Motocicletta | Tempo     | Griglia | Punti |
| ---- | -- | -------------------- | ------------ | --------- | ------- | ----- |
| 1º   | 1  | Carl Fogarty         | Ducati       | 37:15.440 | 1º      | 25    |
| 2º   | 45 | Colin Edwards        | Yamaha       | +0:01.150 | 8º      | 20    |
| 3º   | 33 | John Reynolds        | Kawasaki     | +0:03.840 | 2º      | 16    |
| 4º   | 25 | Yasutomo Nagai       | Yamaha       | +0:03.860 | 3º      | 13    |
| 5º   | 17 | Anthony Gobert       | Kawasaki     | +0:03.880 | 6º      | 11    |
| 6º   | 11 | Troy Corser          | Ducati       | +0:06.070 | 4º      | 10    |
| 7º   | 9  | Fabrizio Pirovano    | Ducati       | +0:10.850 | 7º      | 9     |
| 8º   | 3  | Aaron Slight         | Honda        | +0:12.150 | 12º     | 8     |
| 9º   | 57 | Steve Hislop         | Ducati       | +0:12.260 | 5º      | 7     |
| 10º  | 5  | Simon Crafar         | Honda        | +0:16.750 | 10º     | 6     |
| 11º  | 12 | Mauro Lucchiari      | Ducati       | +0:25.480 | 14º     | 5     |
| 12º  | 19 | Adrien Morillas      | Ducati       | +0:26.970 | 18º     | 4     |
| 13º  | 13 | Paolo Casoli         | Yamaha       | +0:27.090 | 15º     | 3     |
| 14º  | 8  | Piergiorgio Bontempi | Kawasaki     | +0:29.840 | 11º     | 2     |
| 15º  | 43 | David Jefferies      | Kawasaki     | +0:40.590 | 20º     | 1     |
| 16º  | 55 | Matt Llewellyn       | Ducati       | +0:45.070 | 9º      |       |
| 17º  | 4  | Andreas Meklau       | Ducati       | +0:45.150 | 19º     |       |
| 18º  | 10 | Terry Rymer          | Honda        | +0:47.280 | 21º     |       |
| 19º  | 28 | Gianmaria Liverani   | Ducati       | +0:50.930 | 16º     |       |
| 20º  | 16 | Brian Morrison       | Ducati       | +1:11.830 | 23º     |       |
| 21º  | 21 | Massimo Meregalli    | Yamaha       | +1:19.190 | 24º     |       |
| 22º  | 65 | Phil Borley          | Honda        | +1:19.320 | 26º     |       |
| 23º  | 52 | Anders Rasmussen     | Yamaha       | +1 giro   | 30º     |       |

#### Ritirati
| Nº | Pilota              | Motocicletta | Giri     | Griglia |
| -- | ------------------- | ------------ | -------- | ------- |
| 61 | Aldeo Presciutti    | Ducati       | +6 giri  | 31º     |
| 27 | Pierfrancesco Chili | Ducati       | +10 giri | 13º     |
| 64 | Lee Pullan          | Kawasaki     | +12 giri | 25º     |
| 63 | Alex Buckingham     | Yamaha       | +14 giri | 29º     |
| 53 | Michael Rutter      | Ducati       | +16 giri | 17º     |
| 81 | Stefano Pennese     | Bimota       | +20 giri | 28º     |